# Dhrangadhra (Staat)
Dhrangadhra war ein 3010 km² großer Fürstenstaat Britisch-Indiens im Nordosten der Halbinsel Kathiawar im heutigen Bundesstaat Gujarat. Hauptstadt war der Ort Dhrangadhra. Der Vorgängerstaat Jhalawad wurde 1090 von Harpal Dev Mokwana, einem Jhala-Rajputen, gegründet. Aus diesem entstanden durch Erbteilung die kleineren Fürstentümer Limbdi, Wadhwan, Chuda, Saila und Than-Lakhtar. Im 16. Jahrhundert wurde das Gebiet von den Großmoguln unterworfen. Aurangzeb (1658–1707) gab die Stadt Halvad den Jhalas zurück. Das Fürstentum erreichte seine moderne Form 1735. 1807–1947 war es britisches Protektorat. Raj Sahib Ghanshyamsinhji Ajitsinhji (1911–1942) wurde 1918 zum Maharaja erhoben. Dhrangadhra hatte 1941 eine Fläche von 3022 km² und 102.000 Einwohner.
Im Rahmen des „attachement scheme“ erhielt man 1943 knapp 78000 Einwohner zugeschlagen. Zum 10. Juni 1943 wurde aus dem Chotila Thana Ramparda integriert, zum 7. Dez. folgten die Zwergstaaten Chuda, Lakhtar, Muli und Sayla. Am 1. Dezember 1946 folgte noch der Anschluss des Wadhwan-Bhoika-Thana (508 km²). Dadurch vergrößerte sich die Fläche des Landes auf insgesamt 4780 km².
Der Maharaja Mayirdhwajsinhji Meghrajji III. (1911–1956) betrieb nach dem Abzug der Briten (siehe Geschichte Indiens) den Zusammenschluss der Fürstenstaaten der Halbinsel zur Union Saurashtra, die am 15. August 1947 gebildet wurde. Am 15. Februar 1948 vollzog er den Anschluss an Indien und war bis 1952 Ujrajpramukh (stellvertretendes Staatsoberhaupt) von Saurashtra. Am 1. November 1956 wurden alle Fürstenstaaten aufgelöst und dem Bundesstaat Bombay einverleibt. Durch die Teilung von Bombay am 1. Mai 1960 kam Dhrangadhra zu Gujarat.